# آسمان زرد کم‌عمق
آسمان زرد کم‌عمق فیلمی به کارگردانی و نویسندگی بهرام توکلی و تهیه‌کنندگی سعید ملکان محصول سال ۱۳۹۱ است.

## خلاصه داستان
زوج جوانی در مدتی کوتاه، لحظات زندگی گذشته‌شان را مرور می‌کنند و این مرور خاطرات، زندگی حال‌شان را تحت تأثیر قرار می‌دهد.

## بازیگران
- ترانه علیدوستی
- صابر ابر
- سحر دولتشاهی
- سعید چنگیزیان
- حمیدرضا آذرنگ

## جوایز
| قسمت                     | نامزد          | نتیجه   | جایزه        |
| ------------------------ | -------------- | ------- | ------------ |
| بهترین بازیگر نقش اول زن | ترانه علیدوستی | کاندیدا | سیمرغ بلورین |
| بهترین فیلمبرداری        | پیمان شادمانفر | کاندیدا | سیمرغ بلورین |
| بهترین چهره پردازی       | سعید ملکان     | کاندیدا | سیمرغ بلورین |
| بهترین تدوین             | بهرام دهقانی   | کاندیدا | سیمرغ بلورین |

در جشن انجمن منتقدان سینمای ایران، در سال ۱۳۹۲، فیلم آسمان زرد کم عمق جوایز زیر را دریافت کرد:
- دریافت جایزه بهترین تدوین توسط بهرام دهقانی.[۱]
- دریافت جایزه بهترین دستاورد فنی توسط امیرحسین حدادبرای طراحی صحنه و لباس.[۱]
- دریافت جایزه بهترین موسیقی متن توسط حسین علیزاده.[۱]